# Ceraphron naivashae
Ceraphron naivashae är en stekelart som beskrevs av Jean-Jacques Kieffer 1913. Ceraphron naivashae ingår i släktet Ceraphron och familjen pysslingsteklar. Inga underarter finns listade i Catalogue of Life.